# Campo Lameiro
Campo Lameiro település Spanyolországban, Pontevedra tartományban. Campo Lameiro Pontevedra, Barro, Moraña, Cuntis, A Estrada és Cerdedo-Cotobade községekkel határos. Lakosainak száma 1697 fő (2024).

## Népesség
A település népessége az elmúlt években az alábbi módon változott:
| Lakosok száma | 2290 | 2178 | 2119 | 2084 | 2009 | 1962 | 1867 | 1817 | 1721 | 1697 |
|               | 2001 | 2004 | 2007 | 2009 | 2012 | 2014 | 2017 | 2019 | 2022 | 2024 |